# Fournisseur d'électricité (France)
Pour des articles plus généraux, voir Marché de l'électricité et Marché de l'électricité en France.
Un fournisseur d'électricité est une société qui commercialise de l'énergie électrique auprès de ses clients. Il agit en tant qu'intermédiaire sur le marché de l'électricité. Le fournisseur achète l'électricité auprès d’un producteur, dont l'électricité transite par le gestionnaire de réseau de transport (RTE) puis par le réseau de distribution jusqu'au lieu de consommation final.
Le consommateur règle le montant de sa facture au fournisseur de son choix. En contrepartie, celui-ci doit injecter sur le réseau une production d'électricité équivalente à celle consommée. 
Certains fournisseurs sur le marché français sont aussi producteurs en France ou en Europe (EDF, Engie, TotalEnergies, ENI, Vattenfall, etc.).

## Ouverture du marché
Depuis l'ouverture du marché à la concurrence en juillet 2007, les consommateurs français peuvent choisir entre une offre au tarif réglementé par l’État proposée par les fournisseurs dits « historiques » ou une offre au tarif du marché pouvant être proposée par tout fournisseur d'électricité (« historique » ou « alternatif »). À terme le tarif réglementé par l’État est appelé à disparaitre pour tous les consommateurs. 

### Activité d'achat d’électricité pour revente
Les fournisseurs d'électricité exercent l'activité d'achat d'électricité pour revente aux consommateurs finals ainsi que pour revente aux gestionnaires de réseaux pour couvrir leurs pertes en ligne. Cette activité est réglementée et soumise à autorisation délivrée par le ministère de l'Environnement, de l'Énergie et de la Mer, au titre de l’article L.333-1 du code de l'énergie.

### Choix du fournisseur
Les conditions d'accès aux offres aux prix de marché et de retour aux tarifs réglementés sont différentes pour les particuliers et les professionnels.
Les particuliers peuvent aussi avoir recours à un achat groupé d'électricité, en espérant avoir des prix plus faibles que ceux du marché. Ils ont alors recours à un intermédiaire, une entreprise ou une association, qui négocie le tarif du kWH. Néanmoins, le choix du fournisseur n'est alors pas possible, le principe étant de les mettre en concurrence et de choisir celui qui répond le mieux aux critères (prix, énergie verte, etc.).
D'autres acteurs tiers, comme les comparateurs d'énergie en ligne ou les conciergeries administratives, peuvent également accompagner les particuliers dans leurs démarches liées à l'énergie. Ces services permettent de comparer les offres des différents fournisseurs, de faciliter la souscription ou la résiliation d’un contrat, ou encore de gérer les abonnements lors d’un déménagement. Ils agissent en tant qu’intermédiaires, mais la décision finale revient toujours au consommateur.

## Fournisseurs
En septembre 2015, la société Total Énergie Gaz, filiale de Total, qui fournit déjà 22 TWh de gaz à 20 000 clients professionnels, obtient l'autorisation d'acheter de l'électricité pour revente aux clients. Elle compte profiter de la fin des tarifs jaune et vert fin 2015 pour convaincre ses clients gaz de lui confier également leur fourniture d'électricité, et se donne pour objectif d'atteindre en 2025 une part de 8 % du marché de l'électricité.
En avril 2018, l'acquisition de Direct énergie par Total fait de ce dernier le 3e fournisseur d'électricité et de gaz en France, derrière EDF et Engie. EDF a encore une part de marché de 82 % dans l'électricité en nombre de sites résidentiels et Engie une part de 74 % dans le gaz en nombre d'abonnements résidentiels, mais EDF perd plus de 100 000 clients par mois. 
Au 31 décembre 2024, la Commission de régulation de l'énergie (CRE) évalue la part de marché des fournisseurs alternatifs à 30,4% pour les clients résidentiels. Elle recense une trentaine de fournisseurs alternatifs sur le marché résidentiel en électricité. Parmi eux, une vingtaine propose des offres "vertes" et 8 sont labelisées "VertVolt", un label développé par l'ADEME. 
En 2018, 23 sociétés de commercialisation (fournisseurs) proposent des offres aux « consommateurs résidentiels » sur le marché français au niveau national et 26 aux clients professionnels, dont, outre les producteurs présentés plus haut :

### Fournisseurs d'offre au tarif réglementé
Ces fournisseurs dits « historiques » sont EDF ainsi que les entreprises locales de distribution comme Électricité de Strasbourg. Ils proposent des offres selon des tarifs réglementés de vente, c'est-à-dire fixés par arrêtés ministériels sur proposition de la Commission de régulation de l'énergie. La plupart d'entre eux proposent également des offres à prix de marché.
Environ 5 % de la distribution est assurée par les 150 entreprises locales de distribution d'électricité et de gaz (ELD), souvent issues de régies locales ou SICAE qui ont conservé leur indépendance lors de la création d'Électricité de France en 1946.
Les tarifs réglementés de vente de l’électricité ont disparu depuis le 31 décembre 2015 pour les puissances souscrites supérieures à 36 kVA.
- Électricité de Strasbourg (fourniture uniquement sur sa zone de desserte), créée en 1899 sous le nom de Elektrizitätswerk Strassburg A.G., société anonyme cotée en Bourse depuis 1927, dont l'actionnaire principal est EDF (88,5 %) ; Électricité de Laufenbourg, actionnaire historique suisse, a cédé ses parts à EDF en 2008.
- Alterna Energie, créée le 30 juin 2005 par Gaz électricité de Grenoble et Sorégies pour fournir de l'électricité et du gaz en dehors de leur zone de desserte historique ; depuis lors, une vingtaine d'Entreprise locale de distribution d'électricité et de gaz (ELD) les ont rejoints.
- Gaz électricité de Grenoble, Société d'économie mixte de la Ville de Grenoble.
- Enargia, fournisseur d'électricité renouvelable sur le Pays basque, constitué en coopérative[14].

### Fournisseurs d'offre à prix de marché
Le marché français de l'électricité compte de nombreux fournisseurs (fournisseurs historiques ou autres) s'adressant aux particuliers ou aux professionnels et proposant des offres hors tarif réglementé.

#### Fournisseurs d'électricité renouvelable
Les fournisseurs d'électricité renouvelable sont apparus après l'ouverture du marché du gaz et de l'électricité à la concurrence en 2007 :
- Enercoop, société coopérative fondée en 2005 par diverses sociétés et associations dont : Biocoop, Greenpeace et La Nef, pour fournir une électricité 100 % renouvelable. Jusqu'à fin 2022, c'était le seul fournisseur qui ne fait pas appel à l'Accès régulé à l'électricité nucléaire historique (ARENH), mais la hausse des prix de l'électricité l'a contraint à recourir à l'ARENH à partir de 2023[15].
- Planète Oui, créée en 2007, propose un contrat 100 % renouvelable. En janvier 2022, la crise énergétique le contraint à entrer en procédure de redressement judiciaire[16].
- EkWateur, lancé en 2016, vend une électricité 100 % renouvelable et du gaz naturel d'origine renouvelable. Il propose un modèle collaboratif où les consommateurs s'impliquent dans la vie de l'entreprise[17].
- Plüm Énergie, créé en 2016, achète ses garanties d'origines renouvelables à de petites centrales hydrauliques au fil de l'eau sur la Seine[18]. Le 31 janvier 2022, Plüm énergie est racheté par le Britannique Octopus Energy[16].
- la bellenergie, lancée en 2021, est une filiale du producteur, distributeur et fournisseur public autrichien Energie Steiermark, qui propose une électricité 100% verte et 100% française et qui fournit 100 000 clients en 2025[19].

#### Fournisseurs spécialisés sur le marché des professionnels
- HEW Énergies SA[20], filiale du groupe suédois Vattenfall, implantée en France depuis 2000.
- Uniper
- Edenkia
- Iberdrola
- Enel France, filiale du groupe italien Enel, opérateur historique de l'Italie.
- EGL AG, succursale d'un groupe suisse
- Enovos, société germano-luxembourgeoise

#### Fournisseurs issus de la grande distribution
- Cdiscount, pionnier de l'e-commerce et filiale de Casino, en octobre 2017[21],[22] ; en janvier 2022, Cdiscount met un terme à la vente de contrats de fourniture de gaz via son site de commerce en ligne et pourrait faire de même pour l'électricité[16].
- Leclerc en septembre 2018[23]. En octobre 2021, Leclerc énergie stoppe la commercialisation de ses contrats, laissant le soin à ses 150 000 clients de trouver un autre fournisseur[16].

## Équilibrage
Le travail d’ajustement entre l’offre et la demande, aussi appelé équilibrage, est une responsabilité qui incombe au fournisseur d'électricité. Celui-ci peut réaliser l'équilibrage lui-même ou l'externaliser auprès d'un responsable d’équilibre. Au niveau national, l’équilibre entre l'offre et la demande d’électricité relève de la responsabilité de RTE et s’appuie sur l’ensemble des moyens de production disponibles, ainsi que sur des capacités de production de pointe, d’effacement de consommation électrique, de stockage. Cet équilibrage nécessite des échanges sur les marchés de l'électricité, pour trouver un équilibre entre l’offre des producteurs et la demande des consommateurs.
La Commission de régulation de l'énergie (CRE) note qu’il n’y a pas d’« adéquation temporelle » consommation / production à partir d’énergie renouvelable et quelques fournisseurs[Lesquels ?] ont commencé à développer des systèmes d’offres, sur des périmètres limités, qui cherchent à faire correspondre une production renouvelable avec une consommation, en temps réel.[réf. nécessaire]